# Табуска (посёлок)
Табуска — посёлок в Нязепетровском районе Челябинской области России. Входит в состав Нязепетровского городского поселения.

## География
Находится на правом берегу реки Табуски, в 10 км к северо-западу от районного центра, города Нязепетровска, на высоте 368 метров над уровнем моря.

## История
Возник в связи со строительством железнодорожной станции Табуска Западно-Уральской железной дороги и лесозаготовками в окрестностях.

## Население
| 2002 | 2010 | 2021 |
| ---- | ---- | ---- |
| 7    | ↘4   | ↘0   |

По данным Всероссийской переписи, в 2010 году численность населения посёлка составляла 4 человека (3 мужчины и 1 женщина).